# Ô bon vin, où as-tu crû
Ô bon vin, où as-tu crû (Frans voor O goede wijn, waar kom je vandaan) is een lied bewerkt door Albert Roussel. Het lied is gebaseerd op een tekst en melodie, dat al eeuwen bestond in de Champagne. De versie van Roussel was voor het eerst te horen op 13 april 1929. Het lied is opgedragen aan Régine de Lormoy, een Frans zangeres, die waarschijnlijk ook de première zong.